# Пятрас Рімша
Пятрас Рімша (лит. Petras Rimša; 11 (23) листопада 1881, село Науджяй, нині Вілкавішкіський район, Литва — 2 жовтня 1961, Каунас) — литовський скульптор, медальєр, графік.

## Біографія
Навчався в школі образотворчих мистецтв (École des Beaux-Arts) в Парижі (1903—1904) і в Академії мистецтв у Кракові (1904—1905), потім в школі Товариства заохочення мистецтв у Петербурзі (1909—1911).
Брав участь у Першій литовської художній виставці у Вільні, відкритої 27 грудня 1906 року (9 січня 1907), на якій серед одинадцяти його творів була виставлена робота «Литовська школа 1864—1904», яка стала згодом особливо відомою. Скульптура відтворює умови навчання рідної мови в період заборони друку латинським шрифтом (1864—1904). Скульптура репродукувана на банкноті 5 літів випуску 1993, яка незабаром була замінена монетою і вилучена з обігу. Інша відома робота тієї ж пори — «Орач» (1907), що експонувалася на Другий литовської художній виставці (1908). Ці твори закріпили за ним репутацію автора творів з патріотичної символікою.
У 1907 році став, разом з Мікалоюсом Чюрльонісом, Пятрасом Калпокасом, А. Жмуйдзінавічюс, К. Склерюсом, одним із засновників Литовського мистецького товариства.
Першу світову війну провів в евакуації в Росії. З 1919 року Пятрас Рімша працював в Литві.
У 1923—1924 роках їздив до Лондона вивчати творчість О. Родена і А. Бурделя. У 1928 році удосконалювався в Італії. У 1928 і 1935—1938 роках подорожував по США і влаштовував свої виставки.
Народний художник Литовської РСР (1951). Похований на Пятрашюнском кладовищі в Каунасі. На двох будинках в Каунасі, в яких жив скульптор, встановлені меморіальні таблиці (одна в 1967 році, інша в 1991 році).

## Творчість

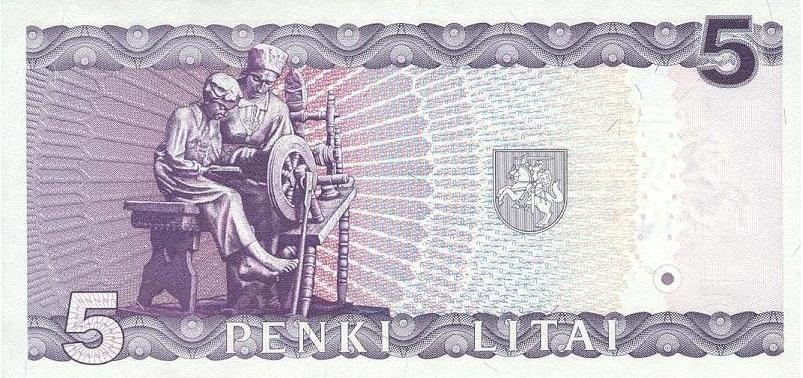
«Литовська школа 1864—1904»

Здобув популярність як автор скульптурних творів з патріотичної символікою «Литовська школа 1864—1904» (1906), «Орач» (1907; нині в Художньому музеї Литви), «Біль» (1916).
Стилістика ранніх творів близька російської академічної культури початку XX століття. У 1910-1920-і роки виразне вплив литовської народної різьби по дереву та стилю модерну. З 1920-х створював переважно медалі і портретні барельєфи. Одне з найбільш вдалих його творів в цьому жанрі — медаль в пам'ять Крістіонаса Донелайтіса (бронза, 1955). Займався також книжковою ілюстрацією та плакатом.